# Raffaele Rotondo
Raffaele Rotondo (Avola, 3 dicembre 1992) è un pallanuotista italiano, difensore dell'Ortigia.
Nato ad Avola, cresce nel Circolo Canottieri Ortigia, squadra della città di Siracusa, con cui firma il suo primo contratto da professionista. Nel 2023 è finalista in Coppa Italia.